# Unionville (Nevada)
Unionville es un área no incorporada ubicada en el condado de Pershing en el estado estadounidense de Nevada.

## Geografía
Unionville se encuentra ubicado en las coordenadas 40°26′44″N 118°7′15″O / 40.44556, -118.12083.